# Helina gorokaensis
Helina gorokaensis är en tvåvingeart som beskrevs av Shinonaga 1998. Helina gorokaensis ingår i släktet Helina och familjen husflugor. Inga underarter finns listade i Catalogue of Life.